# Dakhlaoase
De Dakhlaoase (Arabisch: الداخلة; uitgesproken alsEl Daḵla) betekent "de binnenste oase". Het is een van de Westelijke Oases in Egypte en ligt 350 km van de Nijl tussen de oases van Farafra en Kharga in de Westelijke Woestijn. Het meet ongeveer 80 km van oost naar west en 25 km noord naar zuid. In het gebied wonen circa 75.000 mensen.
Dakhla bestaat uit verschillende gemeenschappen in een reeks sub-oases. De belangrijkste nederzettingen zijn Mut (meer volledig Mut el-Kharab en vroeger Mothis genoemd), El-Masara, Al-Qasr en Qalamoun.  Verder zijn er nog verschillende kleinere dorpen. Sommige van de gemeenschappen hebben identiteiten die van elkaar zijn gescheiden. Qalamoun heeft bijvoorbeeld een bevolking die zijn oorsprong vinden bij de Ottomanen.

## Geschiedenis

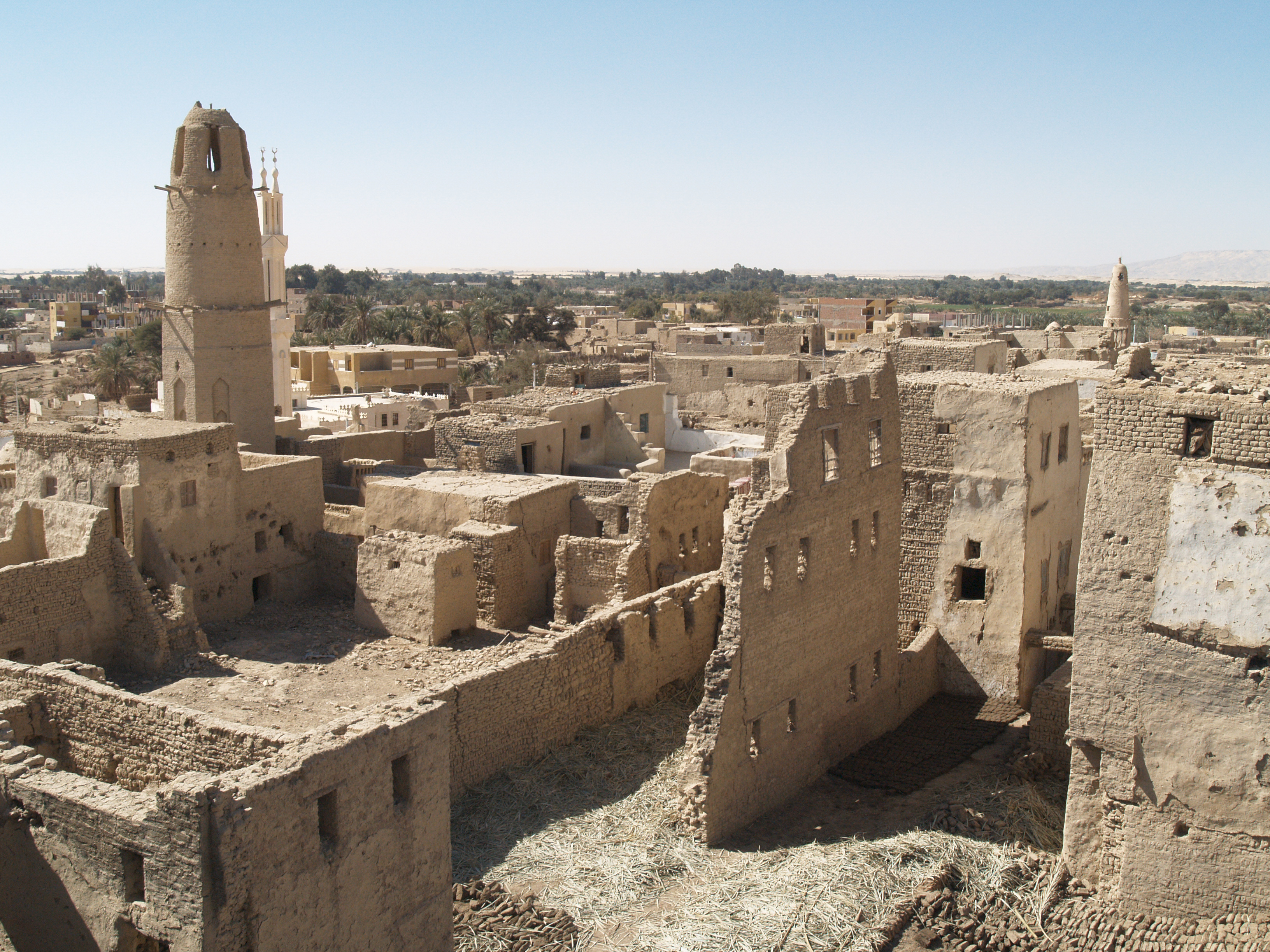
El-Qasr in de Dakhla oase

De menselijke geschiedenis van deze oase begon tijdens het Pleistoceen, toen nomadische stammen zich daar soms vestigden in een tijd dat het Sahara-klimaat natter was waardoor men toegang hadden tot meren en moerassen. Geleidelijk werd de hele Sahara droger. Men gaat ervan uit dat vervolgens de nomadische jager-verzamelaars zich in de periode van het Holoceen (ongeveer 12.000 jaar geleden) bijna permanent in de oasis van Dakhla gingen vestigen. Dit omdat er een toevoer is van ondergronds water, waardoor men in de oase toegang heeft tot oppervlaktewaterbronnen en minder afhankelijk is van regenval.
De versterkte islamitische stad Al Qasr werd in de 12e eeuw gebouwd in de Oase van Dakhla door de Ayuideënse koningen in Egypte, waarschijnlijk op de overblijfselen van een Romeinse nederzetting.
Bahariya (met de Vallei van de Gouden Mummies)  ·  Dakhla  ·  Farafra  ·  El-Fajoem  ·  Kharga  ·  Siwa